# Pacific Place
Ne doit pas être confondu avec Pacific Place (Hong Kong).
Pacific Place est un centre commercial américain situé à Seattle, dans l'État de Washington. Ouvert en octobre 1998, il est la propriété de Madison Marquette.